# Accident – Zwischenfall in Oxford
Accident – Zwischenfall in Oxford (Originaltitel: Accident) ist ein britisches Filmdrama, das Joseph Losey im Jahr 1967 inszenierte. Das Drehbuch von Harold Pinter basiert auf dem Roman Der Unfall von Nicholas Mosley.

## Handlung
Stephen ist Professor an der Universität von Oxford. Als er abends zu Hause ist, hört er, wie in der Nähe ein Wagen scharf bremst und zerschellt. Er läuft zum Unfallort und findet zwei seiner Studenten in dem Autowrack vor: William, einen Sohn adeliger Eltern, und Anna, eine junge Österreicherin. William hat den Unfall nicht überlebt, Anna steht unter Schock. Stephen bringt Anna in sein Haus und erinnert sich an die Ereignisse, die dem Unfall vorangingen.
William erzählt seinem Tutor Stephen, dass er sich in seine Kommilitonin Anna verliebt hat. Schon bald darauf sind die beiden ein Paar. Stephen, der das erotische Interesse an seiner zum dritten Mal schwangeren Frau Rosalind verloren hat, fühlt sich selbst zu Anna hingezogen. Zu seiner Frustration gesellt sich der Neid über den medialen Erfolg seines Kollegen und Freundes Charley. Während einer geschäftlichen Reise nach London schläft er mit Francesca, der Tochter des Universitätsdirektors, ohne emotionale Befriedigung zu finden. Bei seiner Rückkehr entdeckt er, dass Anna eine Affäre mit Charley begonnen hat. Charley ist sich seiner Liebe zu Anna so sicher, dass er sogar seiner Frau Laura von Anna erzählt. Anna entscheidet sich jedoch, William zu heiraten und bittet Stephen, dies Charley mitzuteilen. Bevor Stephen Charley sprechen kann, geschieht der Unfall.
Als Anna ihr Bewusstsein wieder erlangt, vergeht sich Stephen an ihr. Anna wehrt sich zunächst, lässt ihn dann aber gewähren. Frühmorgens schmuggelt er sie zurück ins Studentenwohnheim und vertuscht ihre Beteiligung an dem Unfall. Anna beschließt zu Charleys Bestürzung, nach Österreich zurückzukehren. Die letzte Einstellung zeigt, wie zu Beginn, die Front von Stephens Haus. Der Hund der Familie läuft auf die Straße, und erneut hört man einen Wagen bremsen und zerschellen.

## Hintergrund
Accident entstand mit einem Budget von rund 300.000 britischen Pfund und startete am 6. Februar 1967 in London. In Deutschland erfuhr der Film seine Kinopremiere am 30. Mai 1969.
Die Autoren Nicholas Mosley und Harold Pinter sind beide in Nebenrollen zu sehen. Dirk Bogarde drehte hier zum vierten und letzten Mal mit Regisseur Joseph Losey, ebenso Stanley Baker. Jacqueline Sassard stand nach Accident nur noch ein weiteres Mal vor der Kamera und zog sich dann aus dem Filmgeschäft zurück.

## Kritiken
„In komplexer Rückblendentechnik enthüllt der Film die hinter der idyllischen Fassade der Universitätsstadt verborgenen persönlichen Frustrationen, Spannungen und gescheiterten Lebensentwürfe. Ein filmisch und dramaturgisch meisterhaft konstruiertes Sittenbild des britischen Bürgertums, das seinen Stoff in intellektuell-pessimistischer Abstraktion zum Albtraum verdichtet.“

„Makellos gespielter, subtiler Brit-Klassiker.“

„Joseph Losey drehte diese meisterliche Psycho- und Gesellschaftsstudie nach einem Drehbuch von Harold Pinter. Wie so oft bei Losey ist hier die Perspektive des Gezeigten wichtiger als die Story. Kolportage-Material wird zu mathematisch genauer Inszenierung verarbeitet. Losey schuf mit Drehbuchautor Pinter und Kameramann Gerry Fisher einen eindringlichen Film.“

„Zwischen eisigem Humor und distanzierter Beobachtung schwankt dieses Psycho-Puzzle, in dem Regisseur Losey, Drehbuchautor Pinter und Hauptdarsteller Bogarde zum zweiten Mal nach The Servant zusammenarbeiteten. Der kalte, leicht sarkastische Tonfall mit dem Losey seine Charaktere hier betrachtet, trifft ironischerweise genau die Klischeevorstellung von der britischen Professorenwelt, dahinter schwebt jedoch eine Atmosphäre zwingender Tragödie, auf die diese in Zeitsprüngen vorwärtshuschende Beschreibung der Affäre zwischen einer Studentin und Bogardes Professor zusteuert. Hinter der großartig eingefangenen Trägheit eines Sommers in Oxford besticht das gesamte Ensemble, nicht zuletzt der verläßliche Stanley Baker.“

„Ein sehr nuanciertes, von innerer Spannung getragenes, sehenswertes, wenn auch völlig wertungsfreies Drama. Erwachsenen zu empfehlen.“

## Auszeichnungen

### Preise
Internationale Filmfestspiele von Cannes 1967
- Großer Preis der Jury für Joseph Losey

Writers Guild of Great Britain 1968
- WGGB-Award für Harold Pinter

### Nominierungen
Golden Globe 1968
- Nominierung in der Kategorie Bester ausländischer Film in englischer Sprache

British Film Academy Award 1968
- Nominierung in der Kategorie Bester britischer Film
- Nominierung in der Kategorie Bester britischer Darsteller für Dirk Bogarde
- Nominierung in der Kategorie Bestes adaptiertes Drehbuch für Harold Pinter
- Nominierung in der Kategorie Bestes Szenenbild für Carmen Dillon